# 奥尔高索洛壁画
奥尔高索洛壁画（英語：Orgosolo）指意大利撒丁岛努奧羅省奥尔高索洛市內的壁画。
奥尔高索洛是坐落于距离奥罗市17公里的一个小村庄。尽管地理上显得与世隔绝，当地人的壁画却展现出了十分惊人的丰富内容：战后意大利国内的各种事件，以至全球各地发生的重大历史事件都能在当地的壁画中找到踪影。整个撒丁岛上约有250幅这样的壁画作品而仅仅奥尔高索洛村就有150幅。所以说奥尔高索洛的壁画在撒丁岛壁画艺术体系中占有非常重要的位置。

## 奥尔高索洛壁画起源
奥尔高索洛壁画起源于20世纪六十年代。当时意大利的“经济奇迹”开始崩溃，罢工，游行示威活动蔓延全国，政府，企业财团与工会对立情绪严重。1973年开始的第一次石油危机使得意大利以及整个西方世界经济雪上加霜，从而更加加剧了意大利的社会矛盾。在这个历史背景下，壁画成为了人们宣泄对社会不满情绪的一种手段。奥尔高索洛的第一幅壁画由一个名为 Dionisio 的无政府组织引入的。她质疑了意大利政府政策中对整个撒丁岛的定位。 在壁画创作的想法刚刚被引入奥尔高索洛的时候，当地的教师Francesco Del Casino为壁画在当地的发展演化做出来重要的贡献。他早期的工作是由他的学生代为完成，而在后期，更为专业的绘画人员参与到了壁画建设，所以后期的作品在形式和内容上都显得更为成熟和丰富。Francesco Del Casino 作为奥尔高索洛壁画的主要建设和设计者，他的一个主要目标就是让学生们参与到政治中去。所以壁画所反映内容大都是政治上的抗争与诉求，例如对法西斯主义的抗争，对自由的向往，对高失业率和教育体制上存在问题的不满等等。尽管在后来，更多更丰富的非政治的内容被添加进去，奥尔高索洛壁画的主题仍然是以政治为主。

## 奥尔高索洛壁画的演化发展
1979年的第二次石油危机再一次沉重打击了意大利的经济。与此同时，意大利国内政局动荡，失业率飙升，通货膨胀严重。各种罢工游行示威活动较早期的行为有过之而无不及。整个国家经济直到1983年才开始慢慢恢复。自那时起，意大利进入了一个新的经济发展阶段。80年代以后，逐步好转的经济形势让政府有能力进行各种基础设施建设。国家的医疗健康以及教育保障体制也逐步完善，人民开始安居乐业。这种进步也充分体现在了壁画的内容与风格上。在那一段时间内，出现描绘撒丁岛上乡村田园生活的内容的壁画。经济的增长改变了人们的生活，人们也开始重新审视自己的经历，新旧生活方式的交替与对比成为人们思考的内容，这也同样反映在壁画上。
与此同时，壁画创作者们的眼光也同样随着经济改革与国家的开放而变得广阔。更多关于全球政治活动的壁画也被创作出来。例如海湾战争中，在热那亚对八国峰会的抗议，911事件中纽约世贸大楼双塔的毁灭等等。
Francesco Del Casino 本人在1985年之后只是偶尔回到奥尔高索洛村进行壁画的设计和创作。与此同时他的学生在逐步接管这些工作。他成立了一个专门的组织：“阿比（Api）”。这个组织致力于壁画创作并且在1976年至1980年，产生了一些优秀的壁画作品。其他独立的创作组织也曾经来到奥尔高索洛村进行壁画创作。例如为纪念在抗议2001年热那亚G8峰会中死亡的意大利反全球化运动支持者Carlo Giuliani 所做的壁画（翻译并改写自文献）
1990年以后，一个负责国家之间文化交流的组织：国际民事服务组织 SCI (Service Civil International)，开始参与到奥尔高索洛壁画的学习与创作中。现在在撒丁岛上已经设立有专门的壁画研讨会。
现如今，奥尔高索洛壁画的发展进入了一个新的阶段。这一阶段壁画的特点是：壁画为了当地的“文化遗产”而被认知而不是简单的作为抗议的工具。 在2000年，当地政府提供了数百万里拉来保护和恢复的撒丁岛上的绘画和壁画。这些维护维修任务被分配给了当地学校的老师和学生。 当地的艺术作品已成为城市文化活动的主题。 所以，不仅仅从壁画自身的演化方面，从政府的举措和条例等等也可以看出，一切都在进行着制度化。一些相关的学术研究也有同样的发现。例如下一段中提到的Francesca Cozzolino博士在她的论文中对三个时期的划分。撒丁岛上的艺术正在以程序化的模式被外界认知和了解，从而开辟研究人类学，政治学，历史学等的崭新的窗口和平台。

## 相关学术研究
Francesca Cozzolino博士在她的论文中，从人类学的角度研究分析了当地壁画产生发展的现象，讨论了对绘画的理解和创作时的审美选择。她同时研究了壁画创造者对于外部世界发生的历史事件的认知与理解从而并加以消化，最终以壁画的形式将其表达的过程。 Francesca Cozzolino博士认为要做到这一点，需要将人类学，历史学，政治学，社会学，以及美学的元素综合起来作为交叉学科进行研究。
与此同时，Francesca Cozzolino博士通过研究壁画的内容，演化及其影响，提出“三个阶段”的论证。
第一阶段：壁画作为竞赛，庆祝和抗争的手段
第二阶段：壁画作为一种教育活动和方式，演化成为当地的人文历史的一部分
第三阶段：壁画成为了当地的文化遗产被保护和研究
详细资料参见Francesca Cozzolino博士论文《对奥尔高索洛壁画的人类学研究》“The Orgosolo’s Murals in Sardinia. An anthropological study”

## 画廊
- http://www.trompe-l-oeil.info/Trompeloeil/plus_orgosolo.htm （页面存档备份，存于）
- http://www.muralesinsardegna.net/ （页面存档备份，存于）

## 引用和参考文献
1. 1 2  Andrea Boltho, The European economy: growth and crisis Oxford University Press, 1982
2. ↑  .   [2011-06-03]. （原始内容存档于2020-11-27）.
3. ↑  Francesca Cozzolino, The Orgosolo’s Murals in Sardinia. An anthropological study, 2010